# Donji Lipovac (Brus)
Donji Lipovac (em cirílico: Доњи Липовац) é uma vila da Sérvia localizada no município de Brus, pertencente ao distrito de Rasina. A sua população era de 152 habitantes segundo o censo de 2011.

## Demografia
| 1948 | 1953 | 1961 | 1971 | 1981 | 1991 | 2002 | 2011 |
| ---- | ---- | ---- | ---- | ---- | ---- | ---- | ---- |
| 377  | 461  | 522  | 447  | 380  | 281  | 209  | 152  |